# Dokuz-chatun

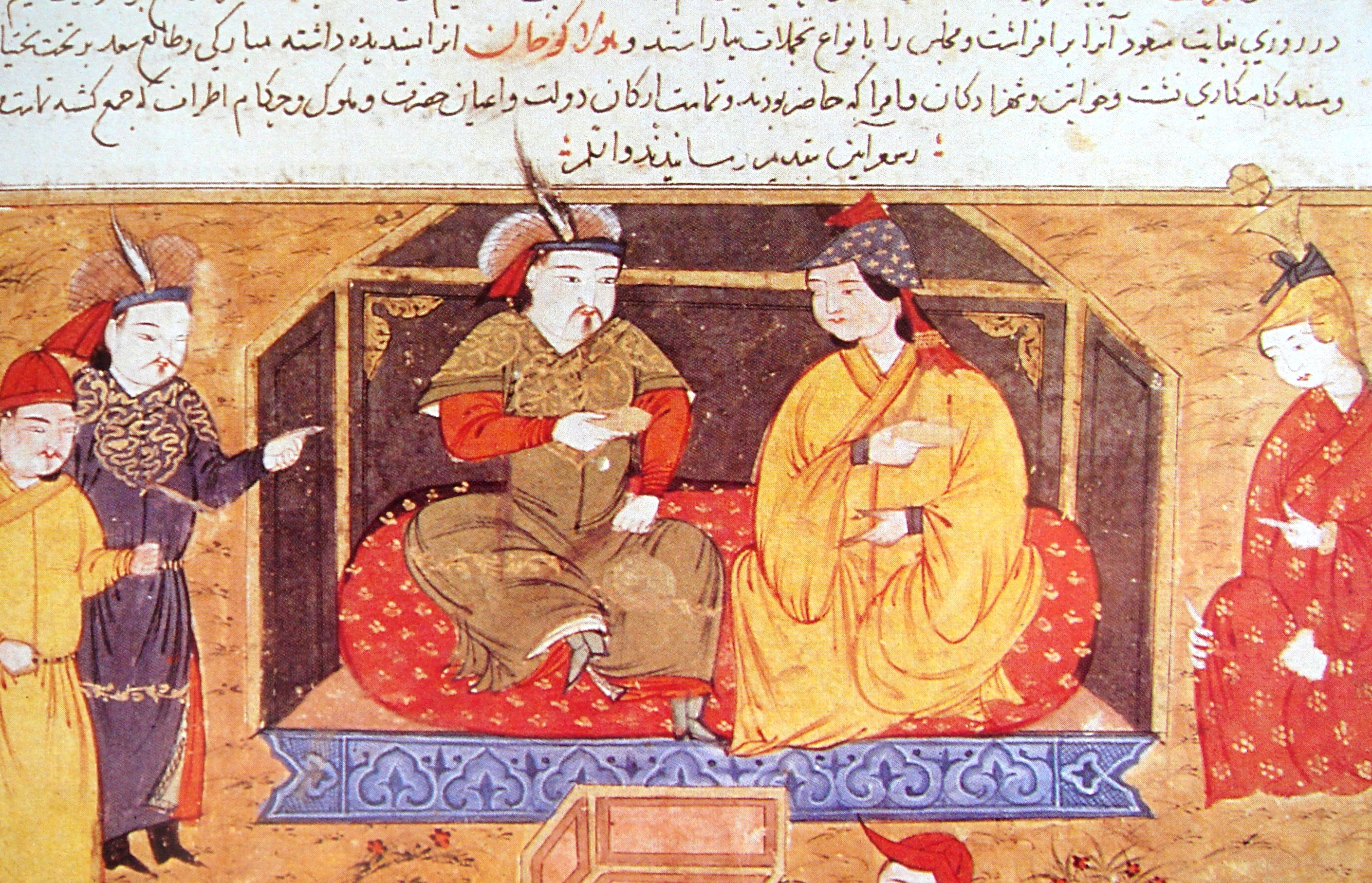
Hulagu z Dokuz-chatun

Dokuz-chatun (zm. 1265) – księżniczka z plemienia Kereitów i główna żona Hulagu. Jej rodzina była bardzo wpływowa w Imperium mongolskim z racji częstych związków małżeńskich z potomkami Czyngis-chana (np. jej kuzynka Sorkaktani-beki była żoną Tołuja a więc matką jej męża). Ród z którego się wywodziła pochodził od To'oriła, chana Kereitów i być może pierwowzoru legendarnego Księdza Jana. Była gorliwą nestorianką i nie kryła swojej niechęci do islamu. Część historyków twierdzi że wywierała duży wpływ na męża w kwestiach stosunków mongolsko-chrześcijańskich. 
Często towarzyszyła mężowi w wyprawach wojennych, była obecna między innymi przy zdobywaniu Bagdadu przez siły mongolskie. Prawdopodobnie to dzięki jej wstawiennictwu Hulagu nakazał oszczędzić chrześcijan żyjących w mieście. Upadek stolicy Kalifów odbił się szerokim echem na świecie a chrześcijanie upatrywali w nim znak ostatecznego zwycięstwa nad islamem a Hulagu i Dokuz-chatun zaczęto określać mianem nowego Konstantyna i Heleny. Niektórzy historycy twierdzą, że eksponowanie wyznania Dokuz-chatun i matki Hulagu była tylko propagandową zagrywką, obliczoną na pozyskanie sojuszników wśród łacinników. 
Dokuz-chatun zmarła w 1265 roku, kilka miesięcy po śmierci Hulagu. Zapewniła sukcesję swemu synowi lub pasierbowi Abace.